# Südostasienspiele 2021/Badminton
Titelträger im Badminton wurden bei den Südostasienspielen 2021 im Bắc Giang Gymnasium in Bắc Giang in Vietnam fünf Einzel- und zwei Mannschaftsdisziplinen ermittelt. Die Badmintonwettbewerbe fanden vom 16. bis zum 22. Mai 2022 statt. Ursprünglicher Termin der Spiele war ein Jahr zuvor, durch COVID-19 wurden die Südostasienspiele jedoch auf 2022 verschoben.

## Medaillengewinner
| Herreneinzel | Kunlavut Vitidsarn | Loh Kean Yew | Jason Teh Jia Heng |  |  |  |
| Herreneinzel | Kunlavut Vitidsarn | Loh Kean Yew | Nguyễn Tiến Minh |  |  |  |
| Dameneinzel  | Pornpawee Chochuwong | Phittayaporn Chaiwan | Putri Kusuma Wardani |  |  |  |
| Dameneinzel  | Pornpawee Chochuwong | Phittayaporn Chaiwan | Gregoria Mariska Tunjung |  |  |  |
| Herrendoppel | Leo Rolly Carnando Daniel Marthin | Pramudya Kusumawardana Yeremia Rambitan | Terry Hee Loh Kean Hean |  |  |  |
| Herrendoppel | Leo Rolly Carnando Daniel Marthin | Pramudya Kusumawardana Yeremia Rambitan | Đỗ Tuấn Đức Phạm Hồng Nam |  |  |  |
| Damendoppel  | Apriyani Rahayu Siti Fadia Silva Ramadhanti | Benyapa Aimsaard Nuntakarn Aimsaard | Nur Insyirah Khan Bernice Lim |  |  |  |
| Damendoppel  | Apriyani Rahayu Siti Fadia Silva Ramadhanti | Benyapa Aimsaard Nuntakarn Aimsaard | Cheah Yee See Cheng Su Hui |  |  |  |
| Mixed        | Chen Tang Jie Peck Yen Wei | Hoo Pang Ron Cheah Yee See | Rinov Rivaldy Pitha Haningtyas Mentari |  |  |  |
| Mixed        | Chen Tang Jie Peck Yen Wei | Hoo Pang Ron Cheah Yee See | Adnan Maulana Mychelle Bandaso |  |  |  |
|              | | | |  |  |  |
| Herrenteam   | Thailand Chaloempon Charoenkitamorn Khosit Phetpradab Tanadon Punpanich Wachirawit Sothon Peeratchai Sukphun Pakkapon Teeraratsakul Panitchaphon Teeraratsakul Sitthikom Thammasin Kunlavut Vitidsarn Nanthakarn Yordphaisong | Malaysia Kok Jing Hong Lee Shun Yang Shahyar Shaqeem Justin Hoh Man Wei Chong Tee Kai Wun Junaidi Arif Muhammad Haikal Hoo Pang Ron Chen Tang Jie                                                                                     | Indonesien Christian Adinata Leo Rolly Carnando Chico Aura Dwi Wardoyo Pramudya Kusumawardana Daniel Marthin Adnan Maulana Yeremia Rambitan Yonathan Ramlie Rinov Rivaldy Bobby Setiabudi |  |  |  |
| Herrenteam   | Thailand Chaloempon Charoenkitamorn Khosit Phetpradab Tanadon Punpanich Wachirawit Sothon Peeratchai Sukphun Pakkapon Teeraratsakul Panitchaphon Teeraratsakul Sitthikom Thammasin Kunlavut Vitidsarn Nanthakarn Yordphaisong | Malaysia Kok Jing Hong Lee Shun Yang Shahyar Shaqeem Justin Hoh Man Wei Chong Tee Kai Wun Junaidi Arif Muhammad Haikal Hoo Pang Ron Chen Tang Jie                                                                                     | Singapur Danny Bawa Chrisnanta Terry Hee Wesley Koh Joel Koh Junsuke Kubo Andy Kwek Lim Shun Tian Loh Kean Hean Loh Kean Yew Jason Teh Jia Heng                                           |  |  |  |
| Damenteam    | Thailand Benyapa Aimsaard Nuntakarn Aimsaard Phittayaporn Chaiwan Pornpawee Chochuwong Laksika Kanlaha Supanida Katethong Jongkolphan Kititharakul Phataimas Muenwong Pitchamon Opatniputh Rawinda Prajongjai                 | Indonesien Mychelle Bandaso Febby Valencia Dwijayanti Gani Pitha Haningtyas Mentari Saifi Rizka Nurhidayah Apriyani Rahayu Siti Fadia Silva Ramadhanti Ribka Sugiarto Gregoria Mariska Tunjung Putri Kusuma Wardani Stephanie Widjaja | Singapur Grace Chua Jaslyn Hooi Nur Insyirah Khan Jin Yujia Megan Lee Xinyi Bernice Lim Tan Wei Han Crystal Wong Jia Ying Yeo Jia Min                                                     |  |  |  |
| Damenteam    | Thailand Benyapa Aimsaard Nuntakarn Aimsaard Phittayaporn Chaiwan Pornpawee Chochuwong Laksika Kanlaha Supanida Katethong Jongkolphan Kititharakul Phataimas Muenwong Pitchamon Opatniputh Rawinda Prajongjai                 | Indonesien Mychelle Bandaso Febby Valencia Dwijayanti Gani Pitha Haningtyas Mentari Saifi Rizka Nurhidayah Apriyani Rahayu Siti Fadia Silva Ramadhanti Ribka Sugiarto Gregoria Mariska Tunjung Putri Kusuma Wardani Stephanie Widjaja | Vietnam Đinh Thị Phương Hồng Đỗ Thị Hoài Nguyễn Thi Ngoc Lan Nguyễn Thùy Linh Phạm Như Thảo Phạm Thị Khánh Thân Vân Anh Trần Thị Phương Thúy Vũ Thị Anh Thư Vũ Thị Trang                  |  |  |  |

## Medaillenspiegel
| Rang   | Land       | Gold | Silber | Bronze | Gesamt |
| ------ | ---------- | ---- | ------ | ------ | ------ |
| 1      | Thailand   | 4    | 2      | 0      | 6      |
| 2      | Indonesien | 2    | 2      | 5      | 9      |
| 3      | Malaysia   | 1    | 2      | 1      | 4      |
| 4      | Singapur   | 0    | 1      | 5      | 6      |
| 5      | Vietnam    | 0    | 0      | 3      | 3      |
| Gesamt | Gesamt     | 7    | 7      | 14     | 28     |